# François Borne (flûtiste)
Pour les articles homonymes, voir François Borne et Borne.
Œuvres principales
- Fantaisie Brillante sur des thèmes de Carmen de Bizet pour flûte (1900)

François Borne, né à Montpellier le 30 août 1840 et mort le 5 février 1920 à Toulouse, parfois orthographié Bourne, est un flûtiste français et compositeur.
Il était flûtiste à l'orchestre du Grand Théâtre de Bordeaux, et professeur au Conservatoire de Musique de Toulouse (Haute école de musique à Toulouse).
Il est reconnu pour des améliorations techniques à la flûte de Boehm, en collaboration avec le facteur de flûtes Djalma Julliot, appelé système Borne-Julliot, vers 1889-1890.
Il est essentiellement connu aujourd'hui pour ses compositions:
- Fantaisie Brillante sur des thèmes de Carmen de Bizet (1900)[3], dédiée au compositeur et organiste Ignace Leibak.
  - Cette œuvre est une référence du répertoire classique des flûtistes et jouée très fréquemment en concert.
  - Elle connait de nombreux arrangement: flûte et orchestre, clarinette basse...
- Fantaisie brillante sur l'Africaine de Meyerbeer pour flûte et orchestre (1885).
- Mazurka de concert pour flûte et piano ou orchestre (1891).